# Modello di Hubbard

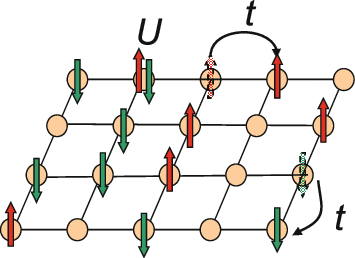
Modello di Hubbard a due dimensioni.

Il modello di Hubbard è un modello meccanico-statistico approssimato usato, soprattutto nella fisica dello stato solido, per descrivere la transizione tra conduttore e isolante. Il modello, originariamente proposto nel 1963 da John Hubbard e indipendentemente da Martin Gutzwiller e Junjiro Kanamori, è il più semplice tra i modelli per descrivere particelle interagenti in un reticolo cristallino, con soli due termini nell'Hamiltoniana (vedere gli esempi sotto): un termine cinetico per l'effetto tunnel (hopping) di particelle tra siti del reticolo e un termine di potenziale che descrive l'interazione sul sito. Le particelle possono essere sia fermioni, come nel lavoro originale di Hubbard, che bosoni, nel qual caso il modello è detto "modello di Bose-Hubbard".
Il modello di Hubbard costituisce una buona approssimazione per particelle in un potenziale periodico a temperatura sufficientemente bassa tale che tutte le particelle si trovino nella banda più bassa del modello di Bloch, nel caso in cui si possano trascurare le interazioni a lunga distanza tra le particelle. Nel caso in cui le interazioni tra le particelle su siti cristallini diversi vengano incluse, il modello è anche detto "modello di Hubbard esteso".
Il modello fu originariamente proposto per descrivere gli elettroni nei solidi suscitando un particolare interesse come modello per la superconduttività ad alta temperatura. Più recentemente, il modello Bose-Hubbard è stato utilizzato per descrivere il comportamento di atomi ultrafreddi intrappolati nei reticoli ottici.
Per quanto riguarda gli elettroni nei solidi, il modello di Hubbard può essere considerato un miglioramento del modello Tight binding, il quale include solo il termine di hopping. I risultati ottenuti nel caso di interazioni forti tra gli elettroni possono essere qualitativamente differenti rispetto al modello tight-binding, e anche gli isolanti di Mott possono essere descritti.

## Teoria
Il modello di Hubbard si basa sul modello Tight binding della fisica dello stato solido. Nell'approssimazione tight-binding gli elettroni occupano gli usuali orbitali dei loro costituenti atomici e quindi "saltano"  verso gli altri atomi. Matematicamente questo fatto è rappresentato con un "integrale di trasferimento" tra atomi vicini; questo fenomeno è quindi all'origine della struttura a bande degli elettroni nei solidi cristallini. Non viene considerata l'interazione tra elettroni, come anche in altre teorie per le bande.
Il modello di Hubbard invece, formulato in termini di integrali di trasferimento, include anche la cosiddetta "onsite repulsion" (repulsione sul sito), originata dalla repulsione elettrostatica tra elettroni. Questo porta ad una competizione tra l'integrale di trasferimento, che è funzione delle posizioni relative degli atomi vicini, e della repulsione, che non lo è.
Il modello può quindi spiegare la transizione da metallo a isolante in certi ossidi di metalli di transizione quando sono scaldati come effetto dell'aumento della distanza tra gli atomi vicini (dilatazione termica), che riduce l'integrale di trasferimento fino a rendere dominante la repulsione.
Allo stesso modo, questo può spiegare la transizione da conduttore a isolante in sistemi quali i piroclori di terre rare all'aumento del numero atomico della terra rara, a causa dell'aumento del parametro reticolare (in alcuni casi anche l'angolo tra gli atomi può cambiare), che modifica il rapporto tra l'integrale di trasferimento e la repulsione sul sito.

## Esempio: catena unidimensionale di atomi di idrogeno
L'atomo di idrogeno ha solo un elettrone, nel cosiddetto orbitale s, che può avere o spin "up" ({\displaystyle \uparrow }) o spin "down" ({\displaystyle \downarrow }). Questo orbitale può essere occupato al massimo da due elettroni, uno di spin "up" e l'altro "down" (principio di esclusione di Pauli).
Si consideri ora una catena unidimensionale di atomi. Secondo la teoria a bande, ci si aspetta che gli orbitali s formino una banda continua, piena per metà. La catena unidimensionale dovrebbe quindi essere un conduttore.
Si consideri però il caso in cui la distanza tra gli atomi sia gradualmente aumentata; ad un certo punto ci si aspetta che la catena diventi un isolante.
In termini del modello di Hubbard l'Hamiltoniana è formata da due termini. Il primo è l'integrale di trasferimento, indicato dalla lettera t, che rappresenta l'energia cinetica dell'elettrone che "salta" tra gli atomi. Il secondo termine è la repulsione, tipicamente indicato dalla lettera U, che rappresenta l'energia potenziale dovuta alla carica dell'elettrone.
Scritta nella notazione della seconda quantizzazione, l'Hamiltoniana ha la forma
{\displaystyle H=-t\sum _{\langle i,j\rangle ,\sigma }c_{i,\sigma }^{\dagger }c_{j,\sigma }^{}+U\sum _{i=1}^{N}n_{i\uparrow }n_{i\downarrow }}
dove {\displaystyle \langle i,j\rangle } indica le coppie di primi vicini.
Se si considera l'Hamiltoniana senza il secondo termine, si ottiene la semplice formula del "tight binding". Quando si include il secondo termine si ottiene un modello più realistico che permette di prevedere la transizione da conduttore a isolante quando la distanza interatomica è aumentata. Nel limite in cui questa distanza è infinita (o se si ignora il primo termine), la catena diventa un semplice insieme di momenti magnetici isolati. In più, quando c'è un piccolo contributo dal primo termine, le interazioni di scambio tra i momenti magnetici possono derivare dalla sovrapposizione delle funzioni d'onda su siti atomici vicini; questo effetto può condurre a diverse correlazioni magnetiche, come il ferromagnetismo o l'antiferromagnetismo, a seconda della soluzione esatta del modello.

## Sistemi più complessi
Benché il modello di Hubbard sia utile per descrivere sistemi semplici come la catena unidimensionale di atomi di idrogeno, in sistemi più complessi ci possono essere altri effetti che il modello non considera. In generale, gli isolanti possono essere classificati in isolanti di Mott e isolanti a trasferimento di carica (charge transfer insulator).
Si consideri ad esempio la seguente descrizione di un isolante di Mott:
(Ni2+O2-)2 -> Ni3+O2- + Ni1+O2-
Questo può essere visto analogamente al modello di Hubbard per la catena di atomi di idrogeno, con un elettrone che si trasferisce da una cella all'altra; in questo caso l'interazione tra le celle può essere descritta dall'integrale di trasferimento.
Gli elettroni possono comunque mostrare un altro comportamento:
Ni2+O2- -> Ni1+O1-
Questo effetto è conosciuto come trasferimento di carica, e porta appunto ad un isolante a trasferimento di carica. Si noti la differenza rispetto al l'isolante di Mott, in quanto in questo caso non c'è trasferimento tra celle, ma solo all'interno di una cella.
Questi effetti sono entrambi presenti in sistemi ionici complessi.